# Airlines for America
Airlines for America (A4A) ist ein Dachverband amerikanischer Fluggesellschaften. A4A wurde 1936 als Air Transport Association (ATA) in Chicago von 14 Fluggesellschaften gegründet und ist bis heute der bedeutendste Zusammenschluss von Fluggesellschaften in den USA.

## Aufgaben
Hauptaufgabe der A4A ist die Interessenvertretung der Fluggesellschaften gegenüber der US-Regierung in Bezug auf Regelungen den Flugverkehr betreffend.
Die A4A setzt in vielen Bereichen die Standards, die dann von Fluggesellschaften in der ganzen Welt adaptiert werden. Dies ist zum Beispiel die ATA100, in der beschrieben wird, wie herkömmliche Wartungshandbücher strukturiert in Kapiteln aufzubauen sind. Die Fortsetzung ist die neue ATA2000, die eigentlich dasselbe beschreibt, allerdings für digitale Dokumentation (CD-ROM). Diese Standards werden von allen Zulieferern der Luftfahrtindustrie beachtet und ermöglichen es dem Wartungspersonal, relativ einfach in verschiedenen Unterlagen auf Anhieb die richtigen Kapitel zu finden.
Aber die Bereiche der A4A gehen weiter, die wachsende Bedeutung der Kraftstoffqualität und dessen Handhabung auf Flughäfen wird in den letzten Jahren über die ATA Spec 103 zunehmend schärfer kontrolliert und erfordert vielfach Veränderungen und weitergehende Schulung des betreuenden Personals.
Ein neuerer Schwerpunkt der A4A ist das sogenannte Simplified English, es soll nun ein Standard in der Ausdrucksweise der englischen Sprache im Umfeld der Luftfahrt generiert werden. Diese Ansätze werden z. B. bereits von den Triebwerksherstellern aufgegriffen und in neuen Revisionen berücksichtigt.

## Fluggesellschaften
- ABX Air
- Alaska Airlines Seattle
- Aloha Airlines Honolulu
- America West Phoenix
- American Airlines Dallas
- Astar Air Cargo Miami
- Atlas Air
- Continental Airlines Houston
- Evergreen International Airlines
- FedEx Corporation Memphis
- Hawaiian Airlines Honolulu
- JetBlue Airways
- Midwest Airlines
- Northwest Airlines
- Southwest Airlines Dallas
- United Airlines Chicago
- UPS Airlines
- US Airways

## Assoziierte Mitglieder (Nicht-US-Fluggesellschaften)
- Aeroméxico
- Air Canada
- Air Jamaica Ltd.
- Mexicana de Aviación

## Mitglieder aus der Industrie
- Aero Instruments & Avionics
- ATR Aircraft
- Benfield Group
- Bombardier Regional Aircraft
- Cendant Corporation (Galileo GDS)
- Embraer
- Honeywell Aerospace
- KPMG
- Metron Aviation Inc.
- Pratt & Whitney
- The Royal Bank of Scotland
- Sensis Corporation
- SITA
- TDG Aerospace Inc.
- TIMCO Aviation Services
- Universal Air Travel Plan
- Unisys Global Transportation
- USI Insurance Services
- WinWare Inc.

Stand: 2006